# Cantone di Montluçon-Est
Il Cantone di Montluçon-Est era una divisione amministrativa dell'arrondissement di Montluçon.
A seguito della riforma approvata con decreto del 27 febbraio 2014, che ha avuto attuazione dopo le elezioni dipartimentali del 2015, è stato soppresso.

## Composizione
Comprendeva parte della città di Montluçon e 5 comuni:
- Chamblet
- Deneuille-les-Mines
- Désertines
- Saint-Angel
- Verneix